# Coleophora albipennella
Coleophora albipennella é uma espécie de mariposa do gênero Coleophora pertencente à família Coleophoridae.